# Sabine Danicke

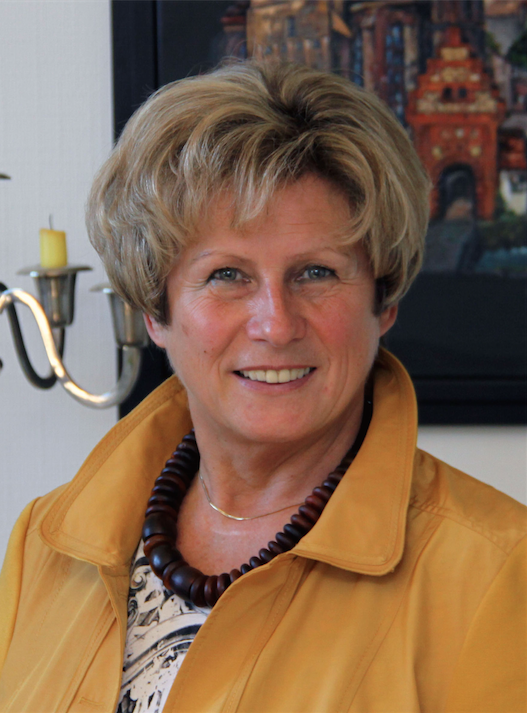
Sabine Danicke

Sabine Danicke (* 25. September 1954 in Schneeberg (Erzgebirge)) ist eine parteilose deutsche Politikerin. Sie war ab 2008 die gewählte Bürgermeisterin der Hansestadt Salzwedel. 2011 bis 2015 war sie infolge einer Gebietsreform Oberbürgermeisterin.

## Leben
Sabine Danicke ist gelernte Laborantin, verheiratet und Mutter zweier erwachsener Kinder. Seit 1979 lebt sie in Salzwedel. In den Jahren 1983 bis 2003 arbeitete sie in der Forschung und Entwicklung in der Salzwedeler Kerzenfabrik (SAKEFA) und war ehrenamtliche Betriebsratsvorsitzende. In dieser Funktion kämpfte sie nach der Wende auch für den Erhalt der Fabrik. In der Friedlichen Revolution war sie Mitbegründerin einer Gruppe des Neuen Forums in Salzwedel. Später trat sie in die Sozialdemokratische Partei Deutschlands ein und war von 1994 bis 2008 Mitglied des Stadtrates. 
Seit dem Jahr 1997 ist sie Mitglied der Gewerkschaft IG Bergbau, Chemie, Energie. Nach ihrer Zeit in der SAKEFA machte sie eine Umschulung in einem Berufszweig der Lebensmitteltechnologie, bei der sie auch einen Gabelstaplerschein machte. Nach einer weiteren Umschulung zur Kaufmännischen Angestellten arbeitete sie acht Jahre für den Bildungsträger Arbeit und Leben, eine Einrichtung zur politischen Jugend- und Erwachsenenbildung, die vom Deutschen Gewerkschaftsbund (DGB), seinen Mitgliedsgewerkschaften und den Volkshochschulen paritätisch getragen wird. In dieser Zeit war sie auch Vorsitzende des Gesamtbetriebsrats für Magdeburg, Halle (Saale) und Leipzig. Am 20. Mai 2015 wurde Sabine Danicke in Erfurt für ihre langjährige Gewerkschaftsarbeit mit der Hans-Böckler-Medaille des Deutschen Gewerkschaftsbundes ausgezeichnet.
Danicke war vor ihrem Amt als Bürgermeisterin zehn Jahre ehrenamtliche Vorsitzende des Deutschen Gewerkschaftsbundes im Altmarkkreis Salzwedel. Zudem war sie ehrenamtliche Richterin am Finanzgericht des Landes Sachsen-Anhalt. Danicke ist Gründungsmitglied des Vereins „Miteinander – Netzwerk für Demokratie und Weltoffenheit in Sachsen-Anhalt e.V.“, der sich um die Betreuung von Opfern rechter Gewalt kümmert und Aufklärung gegen Rassismus und Rechtsextremismus leistet. 
Seit der Kommunalwahl im März 2014 ist sie Mitglied des Kreistages des Altmarkkreises Salzwedel. Dort gehört sie der Fraktion Grüne/Freie Liste an. Am 22. Februar 2015 trat Sabine Danicke zur Wiederwahl als Oberbürgermeisterin an.

## Bürgermeisterwahl 2008

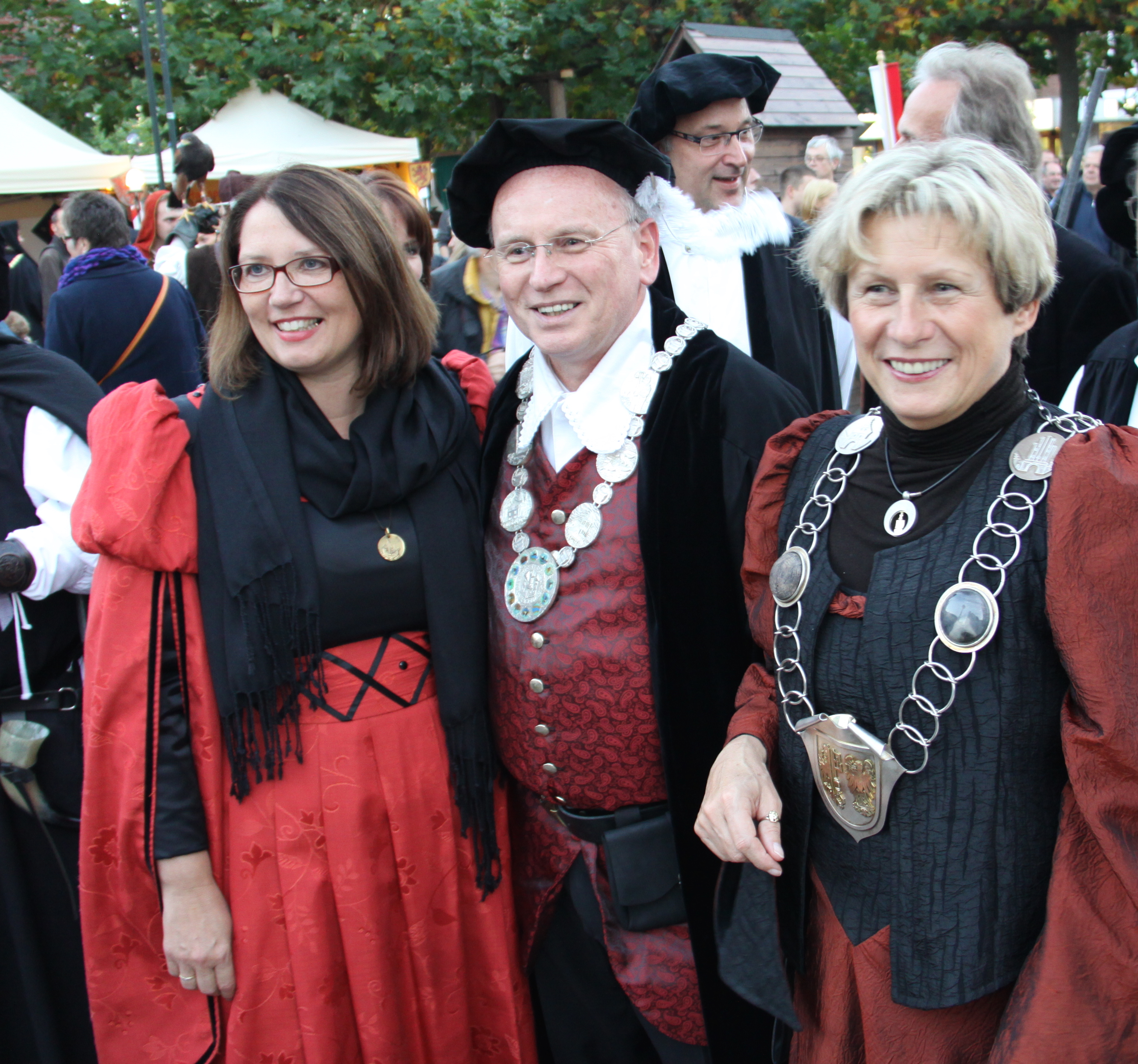
Sabine Danicke (rechts) auf dem Hansefest Wesel, 2013

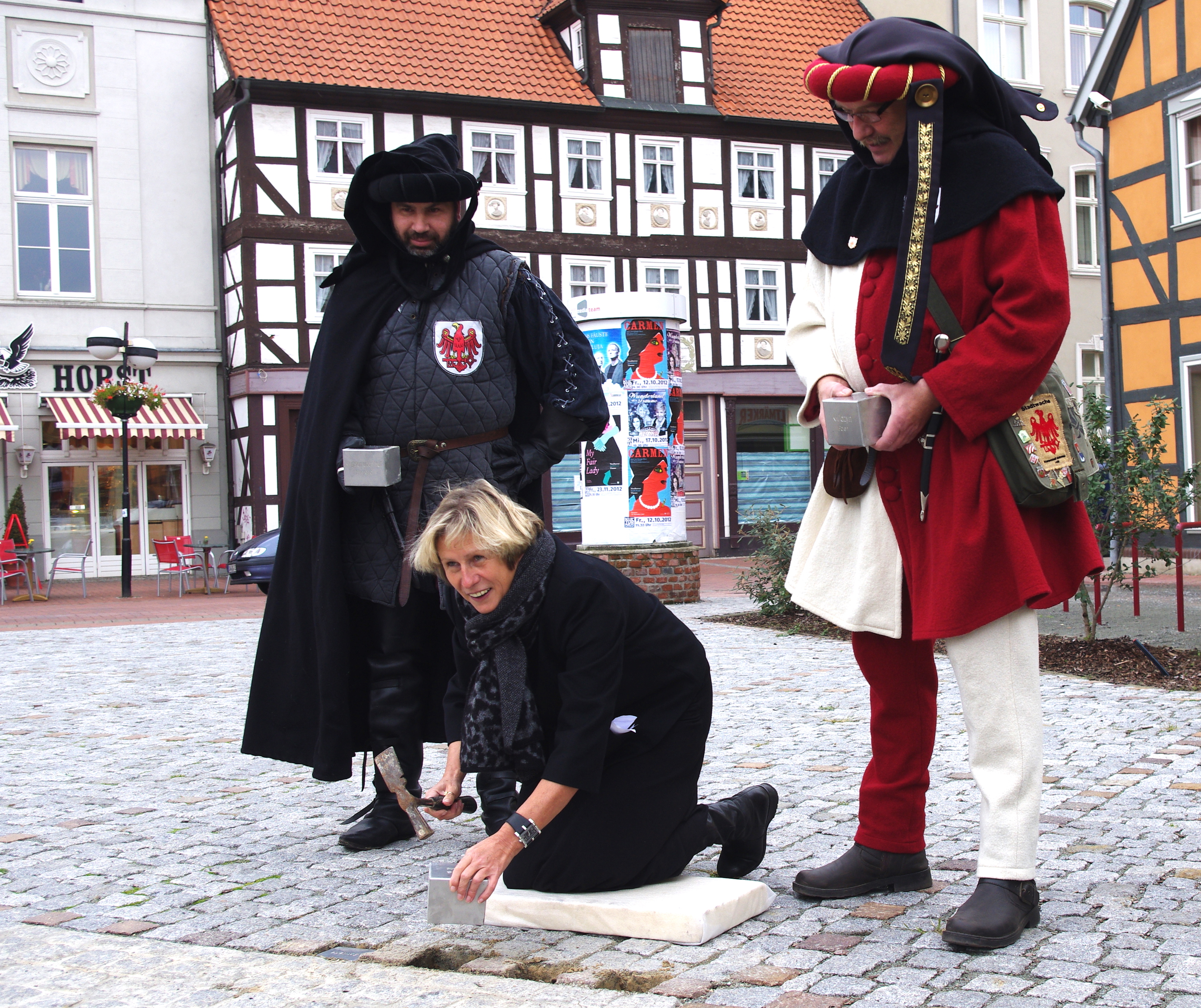
Sabine Danicke beim Verlegen von Steinen auf dem neu gestalteten Rathausturmplatz in Salzwedel

Bei der Bürgermeisterwahl 2008 trat Danicke gegen den SPD-Kandidaten an. Da sie selbst SPD-Mitglied war, wurde sie aus der Partei ausgeschlossen. Ihr Parteiausschluss zog eine Austrittswelle aus der Salzwedeler SPD nach sich, in der auch der ehemalige Kultusminister des Landes Sachsen-Anhalt, Karl-Heinz Reck, die Partei verließ. 
Am 8. März 2008 wurde Sabine Danicke in einer Stichwahl zur Bürgermeisterin von Salzwedel gewählt.
| Kandidaten                  | Hauptwahl am 24. Februar 2008 | Stichwahl am 8. März 2008 |
| --------------------------- | ----------------------------- | ------------------------- |
| Sabine Danicke              | 30,7 %                        | 60,7 %                    |
| Jost Fischer (CDU)          | 20,0 %                        |                           |
| Gabriele Gruner (Die Linke) | 11,6 %                        |                           |
| Norbert Hundt (SPD)         | 8,3 %                         |                           |
| Ines Schaefer               | 3,0 %                         |                           |
| Siegfried Schneider         | 26,4 %                        | 39,3 %                    |

Sie trat das Bürgermeisteramt am 11. Juli 2008 an. Auf Grund der Eingemeindung von Steinitz und Wieblitz-Eversdorf zum 1. Januar 2011 stieg die Einwohnerzahl Salzwedels kurzfristig über 25.000, so dass Sabine Danicke fortan die Amtsbezeichnung Oberbürgermeisterin führte.
Als Bürgermeisterin und Oberbürgermeisterin knüpfte sie an die hanseatische Tradition Salzwedels an. Sie war Gründungsmitglied des Wirtschaftsbundes Hanse, eines internationalen Netzwerks für Wirtschaft und Wissenschaft, das an die Traditionen der alten Hanse anknüpft. Darüber hinaus war sie, als Vertreterin von 19 Hansestädten aus Brandenburg, Sachsen-Anhalt und Thüringen, eine von fünf deutschen Städtevertretern Mitglied der Kommission des Hansebundes der Neuzeit einer multilateralen Gemeindepartnerschaft, die sich neben der Förderung des Handels auch die Förderung des Tourismus zum Ziel gesetzt hat. Dort war sie auch Mitglied der Arbeitsgruppe Wirtschaft. 
Im Deutschen Städtetag arbeitete sie im Ausschuss für Wirtschaft und europäischen Binnenmarkt. 
Sie arbeitete daran, die Haushaltslage der Stadt zu verbessern. Als großen Erfolg sieht sie den Rückkauf und die Gestaltung des Rathausturmplatzes im Zentrum der Kernstadt.

## Bürgermeisterwahl 2015
Am 24. September 2014 gab Sabine Danicke bekannt, dass sie für eine weitere Amtszeit kandidiere. Bei der Wahl wurde sie durch das Bündnis 90/Die Grünen, Die Linke, die FDP und die Wählervereinigungen Salzwedeler Bürgerbund und Die Hanseaten unterstützt. Im ersten Wahlgang bekam Sabine Danicke mit 37,9 Prozent die meisten Stimmen aller Bewerber. In der Stichwahl trat sie am 8. März 2015 gegen Sabine Blümel an, die als Kandidatin der Wählergruppe Salzwedel-Land zur Wahl antrat, in der Stichwahl aber auch von der CDU, der SPD und der Wählervereinigung Freie Liste Für Salzwedel unterstützt wurde.
Bei der Stichwahl erhielt sie drei Stimmen weniger als Sabine Blümel. Somit endete ihre Amtszeit am 10. Juli 2015. Gegen die Entscheidung des Stadtrats, wegen Unregelmäßigkeiten bei der Stichwahl diese im August 2015 im Wahlbezirk Pretzier und für die Briefwahl zu wiederholen, hat Sabine Blümel beim Verwaltungsgericht Magdeburg Klage eingelegt. Bis zur Entscheidung des Verwaltungsgerichts war der Rechtsamtsleiter und stellvertretende Bürgermeister Andreas Vogel kommissarisch Bürgermeister der Hansestadt Salzwedel. Die 9. Kammer des Verwaltungsgerichts Magdeburg unter Vorsitz des Verwaltungsrichters Uwe Haack entschied am 15. Dezember 2015, dass die Bürgermeisterwahl gültig sei und Sabine Blümel die Stichwahl mit lediglich einer Stimme am 8. März 2015 gewonnen hatte. Nach einem Jahr verwaltungsgerichtlicher Auseinandersetzungen wurde die neue Salzwedeler Bürgermeisterin Sabine Blümel dann vom Stadtrat am 16. März 2016 vereidigt und nahm bereits einen Tag später ihre Amtsgeschäfte auf.
| Kandidaten                     | Hauptwahl am 22. Februar 2015 | Stichwahl am 8. März 2015 |
| ------------------------------ | ----------------------------- | ------------------------- |
| Sabine Danicke                 | 37,9 %                        | 49,98 %                   |
| Peter Fernitz (CDU)            | 15,9 %                        |                           |
| Sabine Blümel (Salzwedel Land) | 22,8 %                        | 50,02 %                   |
| Katrin Pfannenschmidt (SPD)    | 21,8 %                        |                           |
| Jennifer Zeidler (Piraten)     | 1,7 %                         |                           |